# Liste des cantons de la Corrèze

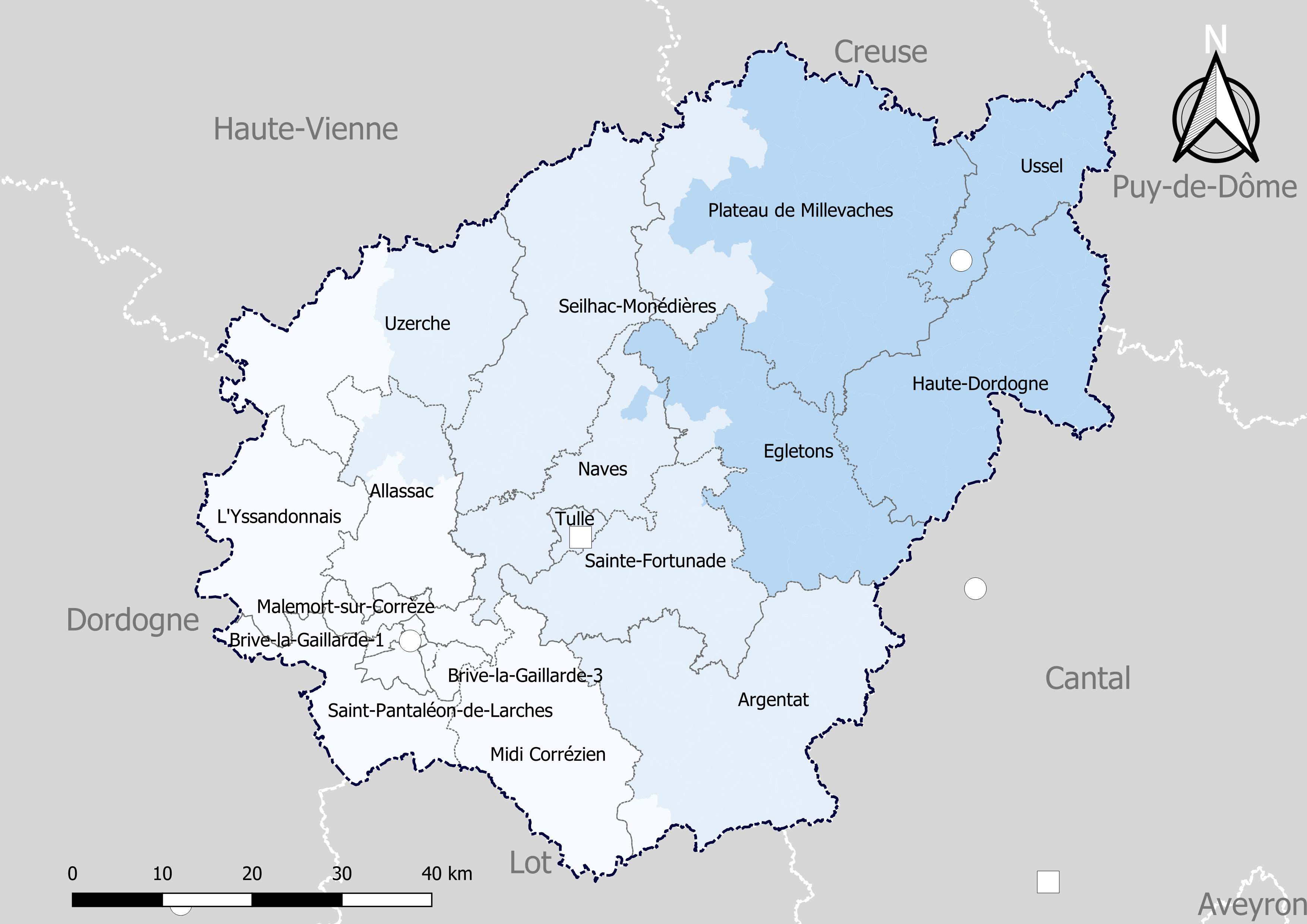
Découpage cantonal du département de la Corrèze, avec en surimpression les arrondissements (en nuances de bleu) - Carte arrêtée au 1er janvier 2019.

Le département de la Corrèze compte 37 cantons à partir de 1982. Depuis 2015, ce nombre est réduit à 19 à la suite du redécoupage cantonal de 2014.

## Histoire

### Découpage cantonal de 1982 à 2015
Depuis le remplacement des anciens cantons de Brive-Nord et Brive-Sud par 6 cantons (cantons de Malemort, Brive-Nord-Est, Brive-Nord-Ouest, Brive-Centre et Brive-Sud-Ouest et Brive-Sud-Est) et le remplacement des cantons de Tulle-Nord et Tulle-Sud par 4 cantons (cantons de Tulle-Urbain-Nord, Tulle-Urbain-Sud, Tulle-Campagne-Nord et Tulle-Campagne-Sud) en 1982, le département de la Corrèze compte 37 cantons.
Liste des 37 cantons du département de la Corrèze, par arrondissement :
- arrondissement de Brive-la-Gaillarde (15 cantons - sous-préfecture : Brive-la-Gaillarde) :
 Canton d'Ayen - Canton de Beaulieu-sur-Dordogne - Canton de Beynat - Canton de Brive-la-Gaillarde-Centre - Canton de Brive-la-Gaillarde-Nord-Est - Canton de Brive-la-Gaillarde-Nord-Ouest - Canton de Brive-la-Gaillarde-Sud-Est - Canton de Brive-la-Gaillarde-Sud-Ouest - Canton de Donzenac - Canton de Juillac - Canton de Larche - Canton de Lubersac - Canton de Malemort-sur-Corrèze - Canton de Meyssac - Canton de Vigeois
- arrondissement de Tulle (14 cantons - préfecture : Tulle) :
Canton d'Argentat-sur-Dordogne - Canton de Corrèze - Canton d'Égletons - Canton de Lapleau - Canton de Mercœur - Canton de La Roche-Canillac - Canton de Saint-Privat - Canton de Seilhac - Canton de Treignac - Canton de Tulle-Campagne-Nord - Canton de Tulle-Campagne-Sud - Canton de Tulle-Urbain-Nord - Canton de Tulle-Urbain-Sud - Canton d'Uzerche
- arrondissement d'Ussel (8 cantons - sous-préfecture : Ussel) :
Canton de Bort-les-Orgues - Canton de Bugeat - Canton d'Eygurande - Canton de Meymac - Canton de Neuvic - Canton de Sornac - Canton d'Ussel-Est - Canton d'Ussel-Ouest

### Redécoupage cantonal de 2015

Les 19 cantons de la Corrèze depuis 2015

Dans la poursuite de la réforme territoriale engagée en 2010, l'Assemblée nationale adopte définitivement le 17 avril 2013 la réforme du mode de scrutin pour les élections départementales destinée à garantir la parité hommes/femmes. Les lois (loi organique 2013-402 et loi 2013-403) sont promulguées le 17 mai 2013. À partir de mars 2015, date du premier renouvellement général des assemblées départementales suivant la publication du décret, les conseillers départementaux sont élus au scrutin majoritaire binominal mixte. Les électeurs de chaque canton éliront au Conseil départemental, nouvelle appellation des Conseils généraux, deux membres de sexe différent, qui se présenteront en binôme de candidats. Les conseillers départementaux seront élus pour 6 ans au scrutin binominal majoritaire à deux tours, l'accès au second tour nécessitant 10 % des inscrits au 1er tour. En outre la totalité des conseillers départementaux est renouvelée.
Ce nouveau mode de scrutin nécessite un redécoupage des cantons dont le nombre est divisé par deux avec arrondi à l'unité impaire supérieure si ce nombre n'est pas entier impair et avec des conditions de seuils minimaux. Dans la Corrèze le nombre de cantons passe ainsi de 37 à 19.
Les critères du remodelage cantonal sont les suivants : le territoire de chaque canton doit être défini sur des bases essentiellement démographiques, le territoire de chaque canton doit être continu et les communes de moins de 3 500 habitants sont entièrement comprises dans le même canton. Il n’est fait référence, ni aux limites des arrondissements, ni à celles des circonscriptions législatives.
Conformément à de multiples décisions du Conseil constitutionnel depuis 1985 et notamment sa décision n° 2010-618 DC du 9 décembre 2010, il est admis que le principe d’égalité des électeurs au regard des critères démographiques est respecté lorsque le ratio conseiller/habitant de la circonscription est compris dans une fourchette de 20 % de part et d'autre du ratio moyen conseiller/habitant du département. Pour le département de la Corrèze, la population de référence est la population légale en vigueur au 1er janvier 2013, à savoir la population millésimée 2010, soit 243 551 habitants. Avec 19 cantons la population moyenne par conseiller départemental est de 12 818 habitants. Ainsi la population de chaque nouveau canton doit-elle être comprise entre 10 255 habitants et 15 382 habitants pour respecter le principe de l'égalité citoyenne au vu des critères démographiques.

## Composition

### Composition détaillée
| N° | Nom du Canton             | Bureau centralisateur     | Population     | Nombre de communes entières |
| -- | ------------------------- | ------------------------- | -------------- | --------------------------- |
| 1  | Allassac                  | Allassac                  | 16 430 (2022)  | 12                          |
| 2  | Argentat-sur-Dordogne     | Argentat-sur-Dordogne     | 11 602 (2022)  | 30                          |
| 3  | Brive-la-Gaillarde-1      | Brive-la-Gaillarde        | 12 118 (2022)  | Fraction Brive              |
| 4  | Brive-la-Gaillarde-2      | Brive-la-Gaillarde        | 12 787 (2022)  | Fraction Brive              |
| 5  | Brive-la-Gaillarde-3      | Brive-la-Gaillarde        | 12 262 (2022)  | 2 + Fraction Brive          |
| 6  | Brive-la-Gaillarde-4      | Brive-la-Gaillarde        | 13 104 (2022)  | Fraction Brive              |
| 7  | Égletons                  | Égletons                  | 10 218 (2022)  | 17                          |
| 8  | Haute-Dordogne            | Bort-les-Orgues           | 9 835 (2022)   | 26                          |
| 9  | Malemort                  | Malemort                  | 15 409 (2022)  | 4                           |
| 10 | Midi corrézien            | Beynat                    | 12 388 (2022)  | 33                          |
| 11 | Naves                     | Naves                     | 11 515 (2022)  | 13                          |
| 12 | Plateau de Millevaches    | Meymac                    | 10 290 (2022)  | 33                          |
| 13 | Saint-Pantaléon-de-Larche | Saint-Pantaléon-de-Larche | 15 898 (2022)  | 13                          |
| 14 | Sainte-Fortunade          | Sainte-Fortunade          | 10 500 (2022)  | 20                          |
| 15 | Seilhac-Monédières        | Seilhac                   | 12 146 (2022)  | 21                          |
| 16 | Tulle                     | Tulle                     | 13 602 (2022)  | 1                           |
| 17 | Ussel                     | Ussel                     | 11 716 (2022)  | 11                          |
| 18 | Uzerche                   | Uzerche                   | 13 902 (2022)  | 21                          |
| 19 | L'Yssandonnais            | Objat                     | 14 398 (2022)  | 21                          |
|    |                           |                           | 240 120 (2022) | 279                         |

### Répartition par arrondissement
Contrairement à l'ancien découpage où chaque canton était inclus à l'intérieur d'un seul arrondissement, le nouveau découpage territorial s'affranchit des limites des arrondissements. Certains cantons peuvent être composés de communes appartenant à des arrondissements différents. Dans le département de la Corrèze, c'est le cas de trois cantons (Haute-Dordogne, Midi corrézien, Uzerche).
Le tableau suivant présente la répartition par arrondissement :
| N° | Canton                    | Brive-la-Gaillarde | Tulle | Ussel |
| -- | ------------------------- | ------------------ | ----- | ----- |
| 1  | Allassac                  | 12                 |       |       |
| 2  | Argentat-sur-Dordogne     |                    | 30    |       |
| 3  | Brive-la-Gaillarde-1      | Fraction Brive     |       |       |
| 4  | Brive-la-Gaillarde-2      | Fraction Brive     |       |       |
| 5  | Brive-la-Gaillarde-3      | 2 + Fraction Brive |       |       |
| 6  | Brive-la-Gaillarde-4      | Fraction Brive     |       |       |
| 7  | Égletons                  |                    | 18    |       |
| 8  | Haute-Dordogne            |                    | 2     | 25    |
| 9  | Malemort-sur-Corrèze      | 4                  |       |       |
| 10 | Midi corrézien            | 33                 | 1     |       |
| 11 | Naves                     |                    | 13    |       |
| 12 | Plateau de Millevaches    |                    |       | 33    |
| 13 | Saint-Pantaléon-de-Larche | 13                 |       |       |
| 14 | Sainte-Fortunade          |                    | 21    |       |
| 15 | Seilhac-Monédières        |                    | 21    |       |
| 16 | Tulle                     |                    | 1     |       |
| 17 | Ussel                     |                    |       | 11    |
| 18 | Uzerche                   | 12                 | 9     |       |
| 19 | L'Yssandonnais            | 21                 |       |       |
|    | 283                       | 98                 | 116   | 69    |